# Efferia antiochi
Efferia antiochi este o specie de muște din genul Efferia, familia Asilidae, descrisă de Wilcox în anul 1966.
Este endemică în California. Conform Catalogue of Life specia Efferia antiochi nu are subspecii cunoscute.